# Armadillidae
Ne doit pas être confondu avec Armadillidiidae.
Famille
Classification phylogénétique
- Mandibulates
  - Myriapodes
  - Pancrustacés
    - Rémipèdes
    - Céphalocarides
    - Maxillopodes
    - Branchiopodes
    - Malacostracés
      - Eumalacostracés
        - Peracarides
          - Isopodes
            - Asellota
            - Calabozoidea
            - Cymothoida
            - Limnoriidea
            - Oniscidea
              - Armadillidae

            - Phoratopidea
            - Phreatoicidea
            - Sphaeromatidea
            - Tainisopidea
            - Valvifera

    - Hexapodes

Les Armadillidae sont une famille de cloportes et sont donc des crustacés terrestres de l'ordre des isopodes.

## Liste des genres
La famille des Armadillidae comprend 85 genres selon WoRMS.
- Acanthodillo Verhoeff, 1926
- Aethiopodillo Taiti, Paoli & Ferrara, 1998
- Akermania Collinge, 1919
- Anchicubaris Collinge, 1920
- Annobodillo Schmalfuss & Ferrara, 1983
- Anthrodillo Verhoeff, 1946
- Armadillo Latreille, 1802
- Aulacodillo Verhoeff, 1942
- Australiodillo Verhoeff, 1926
- Barnardillo Taiti, Paoli & Ferrara, 1998
- Barrowdillo  Dalens, 1993
- Bethalus Budde-Lund, 1909
- Buddelundia Michaelsen, 1912
- Calendillo Dalens, 1993
- Calmanesia Collinge, 1922
- Chelomadillo Taiti, Paoli & Ferrara, 1998
- Coronadillo Taiti, Paoli & Ferrara, 1998
- Cosmeodillo Vandel, 1972
- Cristarmadillo Arcangeli, 1950
- Ctenorillo Verhoeff, 1942
- Cubaris Brandt, 1833
- Cubaroides Vandel, 1973
- Cuckoldillo Lewis, 1998
- Diploexochus Brandt, 1833
- Dryadillo Taiti, Ferrara & Kwon, 1992
- Echinodillo Jackson, 1933
- Emydodillo Verhoeff, 1926
- Ethelumoris Richardson, 1907
- Feadillo Schmalfuss & Ferrara, 1983
- Filippinodillo Schmalfuss, 1987
- Formosillo Verhoeff, 1928
- Gabunillo Schmalfuss & Ferrara, 1983
- Globarmadillo Richardson, 1910
- Glomerulus Budde-Lund, 1904
- Hawaiodillo Verhoeff, 1926
- Hybodillo Taiti, Paoli & Ferrara, 1998
- Kimberleydillo Dalens, 1993
- Laureola Barnard, 1960
- Leucodillo Vandel, 1973
- Lobodillo Taiti, Paoli & Ferrara, 1998
- Madrasdillo Arcangeli, 1957
- Malaccadillo Arcangeli, 1957
- Merulana Budde-Lund, 1913
- Merulanella Verhoeff, 1926
- Mesodillo Verhoeff, 1926
- Myrmecodillo Arcangeli, 1934
- Nataldillo Taiti, Paoli & Ferrara, 1998
- Neodillo Dalens, 1990
- Nesodillo Verhoeff, 1926
- Ochetodillo Verhoeff, 1926
- Orodillo Verhoeff, 1926
- Orthodillo Vandel, 1973
- Pachydillo Taiti, Paoli & Ferrara, 1998
- Papuadillo Vandel, 1973
- Parakermania Vandel, 1973
- Pararmadillo Arcangeli, 1934
- Parasphaerillo Arcangeli, 1934
- Paraxenodillo Schmalfuss & Ferrara, 1983
- Pericephalus Budde-Lund, 1909
- Polyacanthus Budde-Lund, 1909
- Pseudodiploexochus Lewis, 1998
- Pseudolaureola Kwon, Ferrara & Taiti, 1992
- Pseudolobodillo Schmalfuss & Ferrara, 1983
- Pseudosphaerillo Verhoeff, 1926
- Pyrgoniscus Kinahan, 1859
- Quatuordillo Taiti, 2014
- Reductoniscus Kesselyak, 1930
- Rhodesillo Ferrara & Taiti, 1978
- Riudillo Verhoeff, 1937
- Schismadillo Verhoeff, 1926
- Sinodillo Kwon & Taiti, 1993
- Sphaerillodillo Taiti, Paoli & Ferrara, 1998
- Sphenodillo Lewis, 1998
- Spherillo Dana, 1853
- Stigmops Lillemets & Wilson, 2002
- Sumatrillo Taiti, Paoli & Ferrara, 1998
- Synarmadillo Dollfus, 1892
- Togarmadillo Schmalfuss & Ferrara, 1983
- Tongadillo Dalens, 1988
- Tridentodillo Jackson, 1933
- Troglarmadillo Arcangeli, 1957
- Troglodillo Jackson, 1937
- Tuberillo Schultz, 1982
- Venezillo Verhoeff, 1928
- Xestodillo Verhoeff, 1926